# Stauroteuthis
Stauroteuthis is een geslacht van diepzeeoctopussen. Het is het enige geslacht uit de familie Stauroteuthidae. Het geslacht omvat twee soorten, die beide bioluminescentie vertonen.

## Soorten
- Stauroteuthis gilchristi (Robson, 1924)
- Stauroteuthis syrtensis Verrill, 1879

### Synoniemen
- Stauroteuthis albatrossi Sasaki, 1920 => Opisthoteuthis albatrossi (Sasaki, 1920)
- Stauroteuthis hippocrepium Hoyle, 1904 => Grimpoteuthis hippocrepium (Hoyle, 1904)
- Stauroteuthis mawsoni Berry, 1917 => Cirroctopus mawsoni (Berry, 1917)
- Stauroteuthis wuelkeri Grimpe, 1920 => Grimpoteuthis wuelkeri (Grimpe, 1920)